# Saša Zdjelar
Saša Zdjelar (Belgrád, 1995. március 20. –) szerb válogatott labdarúgó, jelenleg az FK Partizan játékosa.

## Sikerei, díjai

### Válogatott
- Szerbia U20
  - U20-as labdarúgó-világbajnokság: 2015